# Ève (Massenet)
Pour les articles homonymes, voir Ève (homonymie).
Ève est un « mystère » (ou oratorio) en quatre parties de Jules Massenet sur un livret en français de Louis Gallet. Ève est créé au Cirque d'été à Paris le 18 mars 1875.
L'oratorio raconte l'histoire d'Adam et Ève. La première partie introduit Ève alors qu'elle est créée pour rejoindre Adam dans le Jardin d'Éden. Dans la seconde partie Ève est tentée par le fruit défendu et dans la troisième partie elle apporte le fruit à Adam, fruit qu'ils mangent ensemble. Dans la dernière partie Dieu les maudit et ils sont chassés de l'Éden pour toujours.
La pièce est rarement jouée mais un enregistrement est disponible sous le label Arte Nova.

## Personnages principaux
- Ève - soprano
- Adam - baryton
- Le Récitant - ténor